# José Manuel Casado
José Manuel Casado Bizcocho (Coria del Río, 9 augustus 1986) is een Spaans voormalig professioneel voetballer die doorgaans speelde als linksback. Tussen 2004 en 2020 was hij actief voor Barcelona C, Sevilla B, Sevilla, Huelva, Xerez, Rayo Vallecano, Málaga, Almería, Bolton Wanderers, Numancia, opnieuw Recreativo Huelva en Coria.

## Carrière
Casado speelde in de jeugd voor Coria, maar die club verliet hij al snel voor Sevilla en later voor de jeugdopleiding van Barcelona. In 2004 werd de verdediger opgenomen in het derde elftal van de club, Barcelona C. Na twee jaar verkaste hij opnieuw naar Sevilla, waar hij gedurende twee jaar bij de beloften speelde. Zijn debuut voor het eerste elftal van de club maakte de linksachter op 11 november 2007, toen er met 2–3 verloren werd op bezoek bij Villarreal. Na de degradatie van Sevilla B werd Casado tweemaal verhuurd; aan Huelva en Xerez, waarmee hij ook degradeerde. In juli 2010 liet de verdediger Sevilla achter zich om te gaan spelen bij Rayo Vallecano. Gedurende drie jaar was de Spanjaard een vaste keuze in de defensie van de Madrilenen, maar in 2013 besloot hij te vertrekken bij Vallecano. Een knieblessure voorkwam een overgang naar Levante, maar later was het Málaga dat hem wel overnam. Voor Málaga speelde Casado slechts twee duels en in januari 2015 verkaste de vleugelverdediger naar competitiegenoot Almería. Met zijn nieuwe club degradeerde hij en hierop verliet hij de club al na ruim vier maanden. Aan het einde van de zomer vond de Spanjaard in Bolton Wanderers een nieuwe werkgever, bij wie hij tekende voor één seizoen. Lang zou Casado het niet volhouden bij Bolton; eind januari 2016 werd zijn contract ontbonden na negen competitieoptredens. Een jaar later tekende hij voor Numancia. Na een halfjaar ging hij spelen voor Recreativo Huelva, waar hij voor één jaar tekende. In oktober 2019 keerde Casado terug bij Coria, de club waar hij ooit in de jeugd begon met voetballen. In de zomer van 2020 besloot Casado op vierendertigjarige leeftijd een punt te zetten achter zijn actieve loopbaan.

## Clubstatistieken
| Seizoen | Club              | Competitie         | Competitie | Competitie | Beker | Beker | Internationaal | Internationaal | Totaal | Totaal |
| Seizoen | Club              | Competitie         | Wed.       | Dlp.       | Wed.  | Dlp.  | Wed.           | Dlp.           | Wed.   | Dlp.   |
| ------- | ----------------- | ------------------ | ---------- | ---------- | ----- | ----- | -------------- | -------------- | ------ | ------ |
| 2007/08 | Sevilla           | Primera División   | 2          | 0          | 0     | 0     | —              | —              | 2      | 0      |
| 2008/09 | → Huelva          | Primera División   | 19         | 0          | 1     | 0     | —              | —              | 20     | 0      |
| 2009/10 | → Xerez           | Primera División   | 27         | 0          | 0     | 0     | —              | —              | 27     | 0      |
| 2010/11 | Rayo Vallecano    | Segunda División A | 36         | 1          | 2     | 0     | —              | —              | 38     | 1      |
| 2011/12 | Rayo Vallecano    | Primera División   | 32         | 0          | 2     | 0     | —              | —              | 34     | 0      |
| 2012/13 | Rayo Vallecano    | Primera División   | 28         | 0          | 1     | 0     | —              | —              | 29     | 0      |
| 2013/14 | Málaga            | Primera División   | 2          | 0          | 0     | 0     | —              | —              | 2      | 0      |
| 2014/15 | Málaga            | Primera División   | 0          | 0          | 2     | 0     | —              | —              | 2      | 0      |
| 2014/15 | Almería           | Primera División   | 8          | 0          | 0     | 0     | —              | —              | 8      | 0      |
| 2015/16 | Bolton Wanderers  | Championship       | 9          | 0          | 0     | 0     | —              | —              | 9      | 0      |
| 2016/17 | Numancia          | Segunda División A | 7          | 0          | 0     | 0     | —              | —              | 7      | 0      |
| 2017/18 | Recreativo Huelva | Segunda División B | 22         | 0          | 0     | 0     | —              | —              | 22     | 0      |
| 2019/20 | Coria             | Tercera División   | 12         | 1          | 0     | 0     | —              | —              | 12     | 1      |
| Totaal  | Totaal            | Totaal             | 204        | 2          | 8     | 0     | 0              | 0              | 212    | 2      |